# Quotron

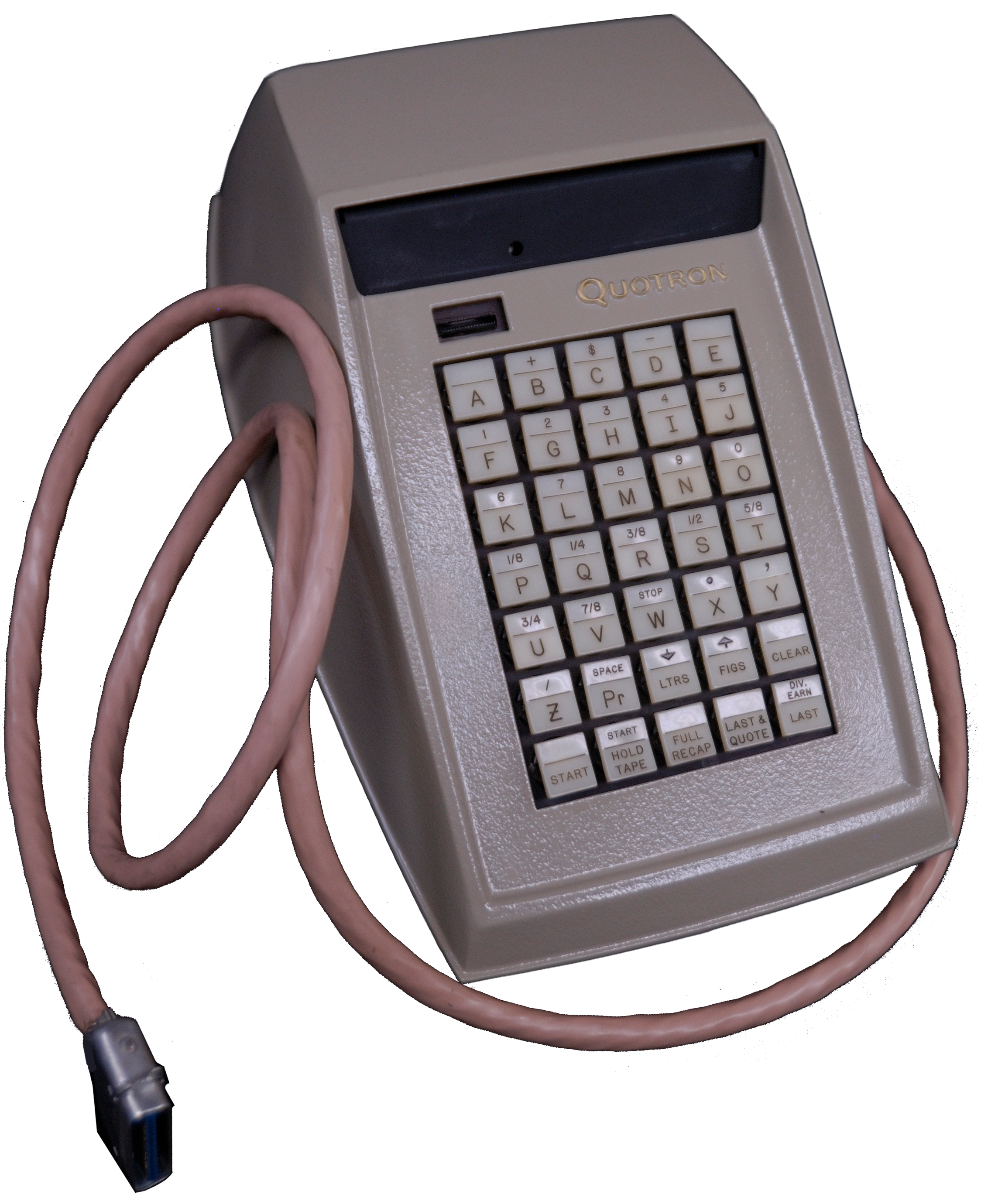
Quotron II Tischgerät

Quotron war ein elektronisches System zur Abfrage und Übermittlung von Informationen aus dem Wertpapierhandel an Börsen. Quotron beruhte auf einem proprietären Protokoll zur Informationsübertragung, das nur von Quotron-Hardware initiiert und gelesen werden konnte. Nutzer des Systems waren zumeist Broker und Trader, die nach Eingabe eines Tickersymbols in das Quotron-Terminal den aktuellen Börsenkurs und weitere Angaben über das Order-Buch erhielten, entweder per Ticker-Drucker oder auf einer Anzeige.
Das System wurde von John R. Scantlin erfunden und 1960 erstmals eingesetzt. Wenig später nahm das von Scantlin gegründete Unternehmen Scantlin Electronics Inc. (SEI) als nicht-börsennotierte Aktiengesellschaft Kapital auf. 1973 wurde SEI in Quotron Systems Inc. umbenannt und 1985 an die Citibank verkauft. Mitte der 1980er Jahre hatte Quotron im nordamerikanischen Markt für Börseninformationsdienste einen Marktanteil von 70 %. Mit dem Aufkommen von Desktop-Computern und Standardprotokollen zur Informationsübertragung (RFC, später Internet) verlor Quotron die starke Stellung und wurde bis Mitte der 1990er Jahre zunehmend vom Markt verdrängt. 1994 übertrug Citicorp die bereits stark geschrumpfte Quotron an Reuters, wo das Unternehmen seine Unabhängigkeit im Zuge von Post Merger Integration und weiterem Downsizing vollends verlor. 2009 stellte Reuters den Support für das letzte Quotron-Produkt Advantage AE ein, das bis dahin unter dem Namen Reuters Plus weitergeführt worden war.
Der Aufstieg von Quotron gilt einerseits als Lehrbuchbeispiel für die Stärke von Monopolen in Märkten mit Netzwerkeffekten und hohen Eintrittsbarrieren. Andererseits zeugt das Ende von Quotron von der Angreifbarkeit eines auf proprietärer Technik beruhenden Systems bei externen Technologieschüben, die letztlich im Sinne der Schumpeterschen „creative destruction“ nicht nur zu einer Neuverteilung von Marktanteilen, sondern zu einer Neudefinition der Märkte führt. Heute bieten Börsenportale im Internet und die Websites der Börsen selbst nicht nur aktuelle Kurs- und Orderinformationen an, sondern auch komplexe Chartanalysen können kostenlos durchgeführt werden.

## Geschichte der Börseninformationen

Weibliche Angestellte lesen Tickerband und aktualisieren eine Anzeigetafel mit Börsenkursen (New York, 1918)

Börseninformationen sind Daten über die Marktentwicklung von Aktien und Wertpapieren, insbesondere deren Preise (Kurse), gehandelte Volumina sowie Orders. Börseninformationen – insbesondere in Echtzeit – wurden vor Aufkommen des Internets primär von professionellen Börsenmaklern und Aktienhändlern genutzt.
Von 1797 bis 1811 erschien in den USA die Zeitung New York Price Current, welche als erste Aktienkurse veröffentlichte. 1884 veröffentlichte Dow Jones den ersten Aktienindex, 1889 erschien die erste Ausgabe des Wall Street Journal. 1863 erfand Edward A. Calahan von der American Telegraph Company ein Telegraphen-Druckgerät, mit dem Daten über Aktien, Anleihen und Rohstoffe direkt von Börsen an Brokerbüros im ganzen Land gesendet werden konnten: den Ticker.
1923 lieferte die Trans Lux Corporation ein Rückprojektions-System aus, das den laufenden Ticker auf einen Bildschirm projizierte, der für alle Broker in einem Büro sichtbar war. 1963 stellte Ultronics das System Lectrascan vor, das erste an der Wand montierte elektronische Ticker-Anzeigesystem. Bis 1964 gab es mehr als 1.100 Geräte in Börsenmakler-Büros in den USA und in Kanada.

## Geschichte des Unternehmens

### Unternehmensgründung bis zum Ende der Unabhängigkeit (1957–1986)
1957 gründete John R. Scantlin das Unternehmen Scantlin Electronics Inc. (SEI) Im November 1960 nahm SEI als nicht-börsennotierte Aktiengesellschaft Kapital auf. Bei der Emission wurden 250.000 Aktien angeboten, Loeb, Rhoades & Co. fungierte als führender Underwriter. In Folge wurden SEI-Aktien außerbörslich gehandelt, der SEI-Aktienkurs stieg vom Ausgabekurs von 12 USD bis zur „Ultronics-Krise“ Ende 1961 bis auf 42 USD.
1970 wurde Milton E. Mohr zum CEO ernannt, der vorher das Konkurrenzunternehmen Bunker Ramo geleitet hatte.
Im März 1984 kündigte Merrill Lynch an, zusammen mit IBM ein Joint Venture unter der Marke International Marketnet zu starten, um Broker-Informationsdienste in Konkurrenz zu Quotron anzubieten. Merrill Lynch war zu diesem Zeitpunkt mit einem Viertel des Quotron-Umsatzes bei weitem der größte Kunde. Auf diese Nachricht hin fiel der Quotron-Aktienkurs im außerbörslichen Handel um etwa die Hälfte. Ende 1986 stellten Merrill Lynch und IBM das Projekt Imnet wieder ein, das mit der Informationsübertragung per Satellit und Videotext (in Kooperation mit PBS) sowie proprietärer Analysesoftware zu Kosten geführt hatte, die über entsprechend hohe Preise für Börseninformationen am Markt nicht durchsetzbar waren. Imnet beschäftigte zum Zeitpunkt der Auflösung mehr als 250 Mitarbeiter. Ebenfalls 1986 wurden weitere Konkurrenzprojekte auf Basis von Videotext eingestellt, so das Projekt Trintex von CBS, IBM und Sears, sowie ähnliche Angebote von Knight-Ridder sowie von Times Mirror Company/Centel.
1985 hatte Quotron einen Marktanteil von 70 %.

### Quotron als Tochtergesellschaft der Citicorp (1986–1994)
1986 erwarb Citibank in einer feindlichen Übernahme Quotron für 680 Mio. USD in bar. Quotrons Board ließ das Übernahmeangebot durch eine Investmentbank auf die Erreichung des Fair Value prüfen und holte Vergleichsangebote von anderen potentiellen Bietern ein. Allerdings gab das Board diese Informationen nicht an die Quotron-Aktionäre weiter, die über die Annahme des Barangebots der Citibank entscheiden mussten. Quotron-Aktionären, die sich durch einen energischeren Widerstand des Boards gegen die Übernahme einen höheren Preis erhofft hatten, führten einen Schadensersatzprozess gegen das Board.
Auch nach der Übernahme wurde Quotron innerhalb der Citibank nur nach dem „arm’s length principle“ eingesetzt, d. h. Terminals und Informations-Lieferverträge wurden eingekauft wie mit anderen, externen Anbietern auch. Allerdings verlor Quotron kurz nach der Übernahme durch Citicorp seine zwei größten Kunden im Broker-Segment: Merrill Lynch und Shearson Lehman sahen Citicorp als Hauptkonkurrenten und waren nicht gewillt, ihre Datenabfragen über deren System laufen zu lassen. Beide Broker wechselten zu Bunker Ramo (später zu ADP umformiert).
Im Dezember 1987 wurde J. David Hann zum President und CEO von Quotron ernannt.
Obwohl für den Börsencrash am „schwarzen Montag“ im Oktober 1987 auch der automatisierte Handel verantwortlich gemacht wurde, verlangsamte sich die Ausbreitung von elektronischen Netzwerken und Computern bei Brokern und Tradern nicht. Im April 1988 begann die Brokerfirma Paine Webber mit der Umstellung auf Quotron Q-1000 Minicomputer, die Quotron-Terminals oder PCs mit Daten versorgen würden.

### Verkauf an Reuters und Ende von Quotron (1994–2001)
Im Januar 1994 verkaufte Citicorp die Quotron Systems Inc. mit Verlusten an die Reuters America Holdings Inc. Citicorp nahm dafür im letzten Quartal 1993 eine außerplanmäßige Abschreibung von 179 Mio. USD vor, nachdem sie 1991 schon 430 Mio. USD für Quotron abgeschrieben hatte.
Die 1991 gegründete deutsche Niederlassung Quotron Handelssysteme GmbH in Frankfurt am Main wurde ab Mai 1994 liquidiert.
Im Oktober 1994 gab Reuters Maßnahmen zur Kostensenkung bekannt, nachdem Quotron vor der Übernahme einen Jahresverlust von 50 Millionen USD zu verzeichnen hatte. Insbesondere die durch das analoge Datennetzwerk verursachten leistungsbezogenen Kommunikationskosten Quotrons galten als viermal so teuer wie die Systeme der Konkurrenz. Unter anderem sollten alle zentralen Services vom Quotron-Hauptrechenzentrum in Silver Spring in bestehende Reuters-Rechenzentren in Chicago und Hauppauge umziehen, um Silver Spring danach zu schließen. Auch die regionalen Quotron-Rechenzentren wurden dadurch obsolet. Im Zuge dieser Umstellung sollte das analoge Quotron-Netzwerk abgeschaltet und durch das Reuters-Netzwerk American Real-Time Services (Arts) auf Basis des Internet-Protokolls ersetzt werden. Ein Problem dieser Umstellung waren der Teil der 37.000 Quotron-Kunden, die noch die veralteten Mainframe-Anwendungen Q800 und Q1000 nutzten. Ende 1994 nutzten erst die Hälfte der Kunden das neue Quotron Advantage AE.
1998 führte Reuters das System Reuters Plus ein, das Quotron Advantage AE ersetzen sollte. Kunden für Reuters Plus wurden zum Teil als Neukunden, zum Teil durch Upgrade von Advantage-Nutzern gewonnen. Die für Juli 2000 geplante Umstellung des Notierungssprungs („tick size“) an amerikanischen Börsen von 1/16 USD auf das dezimale System erforderte von Finanzinformationsanbietern nach Schätzung der SIA Investitionen von mehr 900 Mio. USD. Reuters beschloss, die Umstellung nur für Reuters Plus durchzuführen, und den Support für Quotron Advantage zum Juli 2000 abzukündigen. Quotron-Nutzer hatten die Möglichkeit, ihre Verträge durch Migration zu Reuters Plus weiterzuführen. Die Dezimal-Umstellung an den Börsen wurde aufgrund der zeitlichen Nähe zur gerade erst verkrafteten Y2K-Umstellung verschoben, und fand im April 2001 statt. Damit war auch die Nutzung des letzten Quotron-Produktes nicht mehr möglich.

## Technik und Anwendung

### Versionen

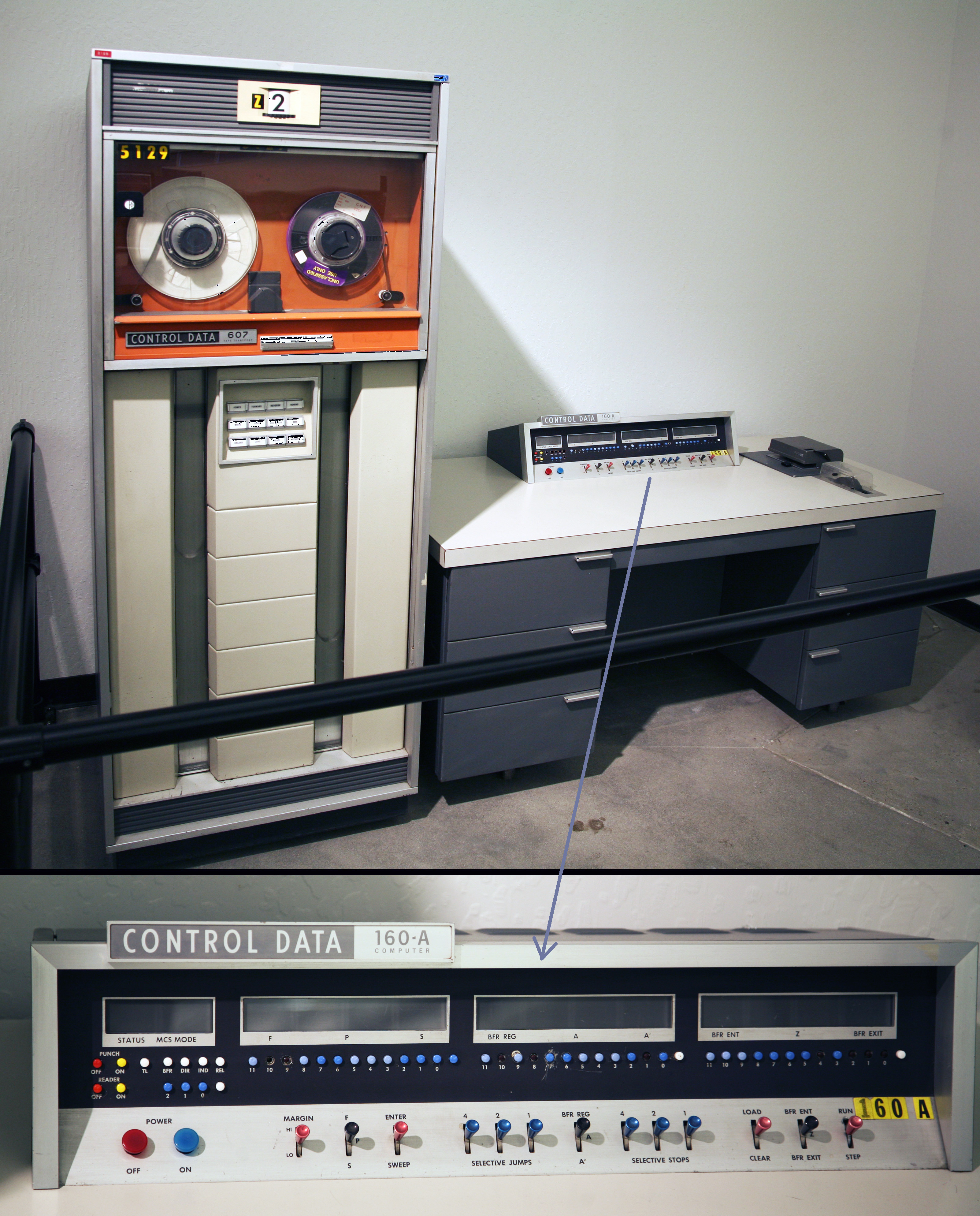
Die CDC 160a war das Herzstück des Quotron-II-Systems

Quotron I war die erste Generation der Quotron-Geräte. Die Architektur des Quotron II war deutlich komplizierter. Als Zentralrechner für das Quotron-II-System dienten mehrere CDC 160a, Minirechner der Control Data Corporation. Der Kernspeicher einer CDC 160a umfasste 8 kWord, die Rechengeschwindigkeit lag bei 6,4 Mikrosekunden pro Rechenzyklus. Diese Werte waren für die einfachen I/O- und Retrieval-Operationen ausreichend. Problematisch schien während der Entwurfsphase die Maximalgröße von 24 kWords des externen Arbeitsspeichers, der von mehreren CDC 160a genutzt werden konnte. Dort mussten die Börseninformationen für etwa 3.000 Wertpapiere gespeichert werden. Ein Word der CDC 160a hatte eine Breite von zwölf Bits. 24 kWords dieser Breite entsprechen also 288.000 Bit, oder 36 Kilobyte.
Bis Ende der 1980er Jahre folgten Quotron 800 und 801, dann Quotron 1000. Die Computerbildschirme waren bei Quotron Monochrom-Monitore mit grünem Text auf schwarzem Hintergrund. Das von Bloomberg eingeführte Konkurrenzprodukt Professional Trader hatte hingegen eine bernsteinfarbene Schrift (amber) auf schwarzem Hintergrund. So war im Handelsraum leicht zu erkennen, wer welches System nutzte. Im Film Wall Street (1987) schauen die Börsenhändler Bud Fox und Gordon Gekko auf Quotron-Screens, während sie ihre Geschäfte tätigen.
1987 nutzte Thomas Petterfy von Interactive Brokers erstmals den Quotron-Feed für Algo-Trading. Von Finanzanalysten wurden Quotron-Geräte Ende der 1980er nur selten eingesetzt, da die benötigten Daten kaum zeitkritisch waren.
Advantage AE war Quotrons erste PC- und Windows-basierte Anwendung. Das 1992 eingeführte System bestand pro Kunden aus mindestens einem IBM-RS/6000-Server, der mit dem Quotron-Rechenzentrum kommunizierte. An jeden dieser Server konnten bis zu 40 Arbeitsplatz-PCs für Broker mit 9,6 kbit/s angeschlossen werden. Diese PCs waren in der Referenzkonfiguration IBM PS/2, aber auch andere 386-kompatible PCs waren möglich. Diese Hardware-Wahl war Folge eines 1991 abgeschlossenen Vertrag mit IBM. Auf den PCs lief Advantage AE unter Windows. Broker konnten in der ersten ausgelieferten Version bis zu elf separate Fenster mit Börsenkursen, Finanznachrichten und Kunden-Wertpapier-Konten öffnen. Services, die anfänglich noch nicht von Q1000 auf Advantage AE portiert waren, konnten über Quotron Advantage Service (QAS) aufgerufen werden, einen virtuellen Terminal-Emulator unter Windows. Auf jedem Arbeitsplatz-PC mit Advantage AE konnten die Finanzdaten für bis zu 7.500 Wertpapiere lokal vorgehalten werden. Der RS/6000-Server konnte mit entsprechender Speicher-Ausstattung die Daten für alle 130.000 seinerzeit existenten Wertpapiere zwischenspeichern.

### Datenstruktur bei Quotron II

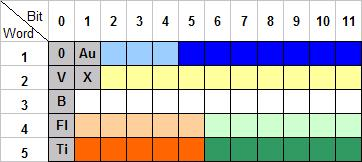
Das Quotron-II-Datenformat für die Übertragung von Börseninformationen bestand aus fünf Words mit je zwölf Bits. (Hellblau: Börse, Dunkelblau: Tickersymbol, Hellgelb: Volumen, Weiß: Schlusskurs, Hellorange: Höchstkurs, Hellgrün: Eröffnungskurs, Orange: Niedrigstkurs, Grün: Aktueller Kurs, Grau: sieben Flags)

Die oben erwähnte Beschränkung des externen Arbeitsspeichers und die begrenzte Bandbreite der Übertragung erforderte beim Design der Datensätze eine gewisse Kreativität. Die Übertragung von allen geforderten Werten (Volumen, Schlusskurs des Vortages, Eröffnungskurs, Höchstkurs und Niedrigstkurs des aktuellen Tages sowie aktueller Kurs) wäre für etwa 3.000 Wertpapiere nicht möglich gewesen, wenn alle Werte als Absolutwerte übertragen worden wären. Stattdessen übertrug man nur inkrementelle Änderungen gegenüber dem letzten Bericht.
Das Design nutzte die Tatsache aus, dass seinerzeit fast alle Wertpapiere weniger als 256 Dollar kosteten und der Notierungssprung („tick size“) bei einem Achtel-Dollar lag. Weiter war ein Kurssprung von mehr als 4 Dollar pro Tag sehr selten. So konnten die fünf gewünschten Preise pro Wertpapier normalerweise in drei 12-Bit-Wörtern übertragen werden. Wenn die Kursbewegung bei einem Papier höher lag, so wurde dies mittels Flags signalisiert und die entsprechenden Daten in Zusatz-Wörtern übertragen.

## Wettbewerb
Neben Ultronics waren Bunker Ramo und Automatic Data Processing („ADP“) die wichtigsten Konkurrenten von Quotron. Die ADP Brokerage Service Division wurde 1962 als Abteilung innerhalb von ADP gegründet und 2007 unter der neuen Firma  Broadridge Financial Solutions, Inc. aus ADP ausgegliedert.
Telerate Systems, Inc. („Telerate“) gehörte zu Dow Jones und besaß praktisch ein Monopol im Informationsdienst für Staatsanleihen. Mit dem Erwerb der kanadischen CMQ Communications, dem Marktführer der kanadischen Börseninformationsdienste, trat Telerate 1987 auch in den direkten Wettbewerb mit Quotron.
ILX Systems Inc. („ILX“) wurde 1988 von Bernard Weinstein gegründet und 2001 von Thomson Financial übernommen. Von Quotron zu ILX wechselnde Kunden benannten die größere Flexibilität und Offenheit gegenüber Q1000 als Hauptgrund.
Heute wird der Markt für Börseninformationen von Bloomberg und Thomson Reuters beherrscht. Ihre entsprechenden Terminals sind das Bloomberg Terminal bzw. Thomson Reuters Eikon. 2017 hatte Bloomberg mit diesem Terminal weltweit unter professionellen Aktienhändlern und -brokern einen Marktanteil von 33 %, Thomson Reuters verfügte über 23 %. Verfolger FactSet hatte knapp 5 %, daneben wirkten noch S&P Capital IQ und Morningstar Direct, sowie regionale und Spezialterminals.